# 本町六丁目停留場
本町六丁目停留場（日语：／ Hommachi-Rokuchōme teiryūjō */?）是位於日本愛媛縣松山市的路面電車車站，隸屬於伊予鐵道（伊予鐵），其中本町線座落於國道196號上，為本町線終站；另外城北線的電車也會停靠本站，但兩條路線並不相連，也不能互通。因此兩條車站各自使用不同的車站編號，本町線為29，城北線為09。

## 所屬路線
- 伊予鐵道

松山市內線（城北線）
■1號線（環狀線下行—順時針方向）
■2號線（環狀線上行—逆時針方向）
松山市內線（本町線）
■6號線（本町線）

## 車站結構
城北線
本路段同樣為單線路段，採用非對應式（千鳥式月台）側式月台2座，並先通過國道196號後才靠站乘降。右迴月台完全貼近民房的外牆，因此裝有圍板以保障私隱；至於左迴月台，由於月台後方為停車場，因此只配以廣告看板及停車場自身的鐵絲網圍欄分隔，亦容許旁邊的公寓可直接進入月台範圍。兩邊的有效長度為2輛，惟實際上幾乎未曾有2部電車同時停靠。中央位置設有約半節電車長度的上蓋，其餘皆為露天部份。
本町線

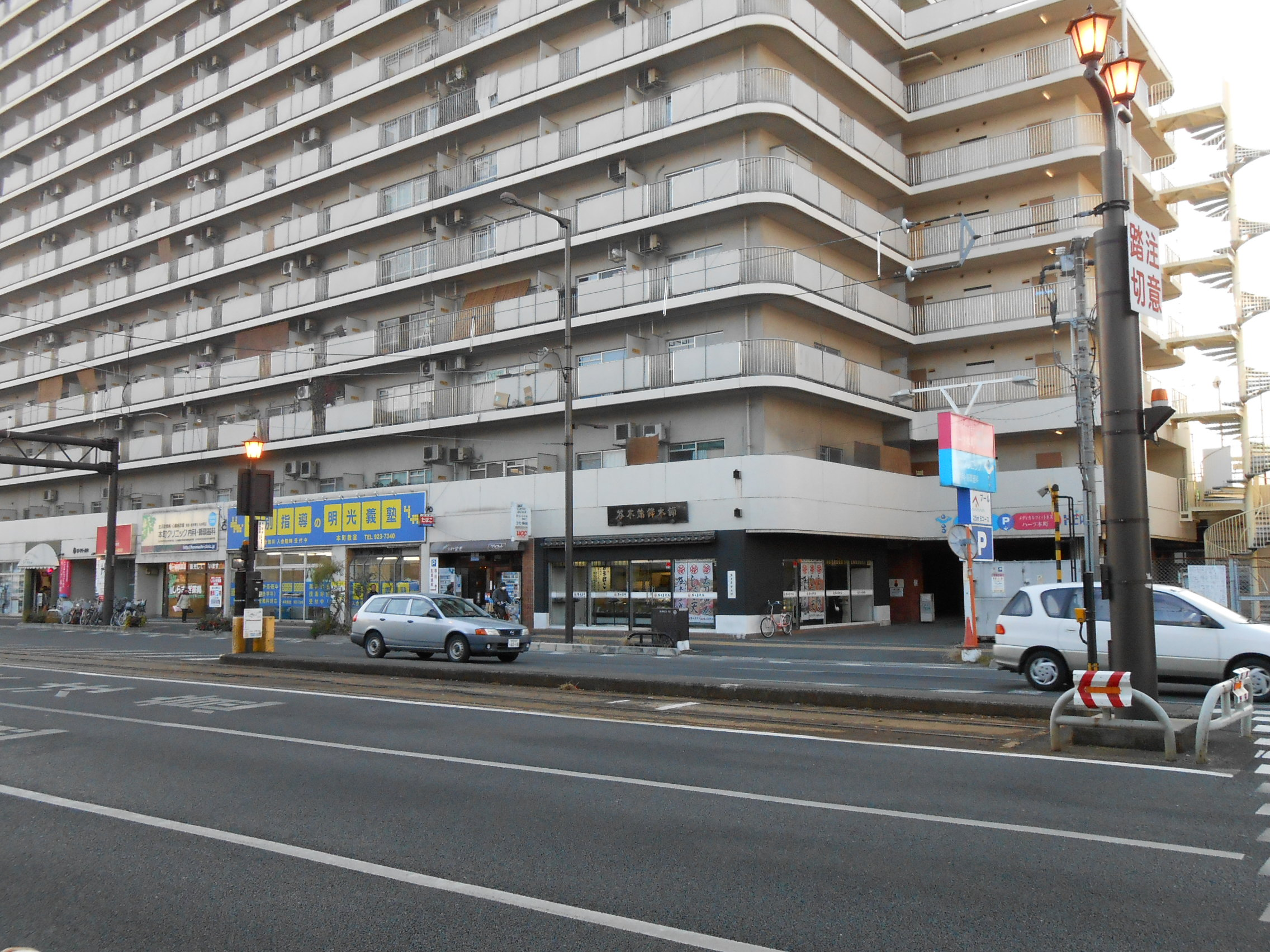
本町線月台（2012年）

本路段同樣為單線路段，而作為終點站，設置了側式月台1座，並且設置頭端式停車裝置，並豎立起一支街燈以作提示。配置與同線道上的月台相同，僅設有1支街燈，並配以日語書寫的站名和方向的小型燈箱乙個，也沒有候車座椅及於月台外圍加裝安全圍欄。因乘降列車均使用同一個月台，當開往南堀端方向時，則變為右側開門，與一般的方式不同。

### 月台配置
| 月台 | 路線        | 目的地               |
| ---- | ----------- | -------------------- |
| 東側 | ■1號線 環狀 | 木屋町、上一萬方向   |
| 西側 | ■2號線 環狀 | 古町、JR松山站前方向 |
| 南側 | ■6號線      | 往松山市站           |

## 歷史
- 1962年2月1日：本町線由本町伸延至本站，開業[6]；同時加設城北線車站，稱為「本町七丁目停留場」。
- 1967年1月1日：順應當地居民意願，改稱「本町六丁目停留場」。

## 相鄰停留場
伊予鐵道
城北線
萱町六丁目（08）－本町六丁目（09）－木屋町（10）
本町線
本町五丁目（28）－本町六丁目（29）